# Mondfische

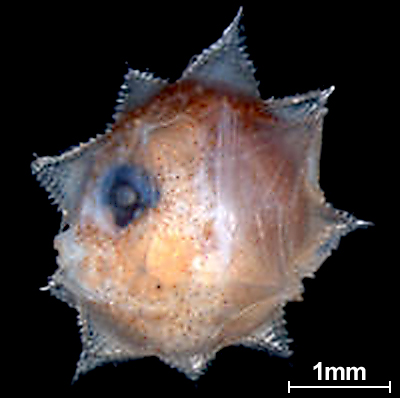
Eine 2,7 mm lange Larve

Die Mondfische (Molidae), auch Klumpfische genannt, sind eine Familie in der Ordnung der Kugelfischverwandten (Tetraodontiformes). Es sind fünf Arten bekannt, die drei Gattungen zugeordnet werden.
Mondfische kommen in den gemäßigten und tropischen Zonen im Atlantischen, Pazifischen und Indischen Ozean vor.

## Merkmale
Mondfische werden bis 3,5 Meter lang und die größten Arten können ein Gewicht von über zwei Tonnen erreichen. Sie haben eine seitlich abgeflachte, scheibenförmige oder ovale Gestalt. Mondfische sind oberseits grau, an den Seiten silbrig braungrau und unten hell gefärbt. Ihre Haut ist ledrig und dick und enthält kleine Schuppen, die sich an den Basalplatten berühren und von einem knorpeligen Gewebe überlagert werden. Auf dieses Erscheinungsbild (groß, rundlich, grau, mit rauer Oberfläche) nimmt der wissenschaftliche Name des Mondfischs (Mola mola) Bezug: Lateinisch mola bedeutet „Mühlstein“.
Rücken- und Afterflosse stehen sich symmetrisch gegenüber und dienen als kräftige Hauptantriebsorgane, sie sind kurz, aber hoch, ohne Flossenstrahlen und werden von Knorpelplatten gestützt. Ein Schwanzstiel und eine eigentliche Schwanzflosse fehlen. Stattdessen wird der hinten stumpf abschließende Körper von einer aus Elementen der Rücken- und Afterflosse geformten ledrigen Pseudocaudale gesäumt. Die Brustflossen sind klein. Bauchflossen fehlen, ebenso ein Seitenlinienorgan.
Eine Schwimmblase und Otolithen sind nicht vorhanden. Für den Auftrieb sorgt das stark verknorpelte Skelett. Die Anzahl der Wirbel beträgt 16 bis 18. Die Kiemen sitzen auf knorpeligen Bögen, die Kiemenöffnungen sind klein und liegen direkt vor dem Ansatz der Brustflossen. Im Herzen haben Mondfische zwischen dem Vorhof (Atrium) und der Herzkammer (Ventrikel) vier Klappen. Auf jeder Seite des Kopfes haben sie zwei winzige äußere Nasenöffnungen. Das Maul ist klein und endständig und ähnelt einem Schildkrötenschnabel. In den Kiefern sitzen nur je zwei zusammengewachsene Zähne.
Die Larven und Jungfische sind stachelig.

## Lebensweise
Mondfische leben weit von den Küsten entfernt im offenen Meer (Pelagial) in einer Tiefe von bis zu 400 Metern. Sie sind langsame Schwimmer und ernähren sich vor allem von Quallen, daneben auch von Plankton, Algen, Krebstieren und Fischen. Die größte Art, Mola mola kann bis zu 300 Millionen Eier abgeben.

## Innere Systematik
Innerhalb der Familie sind fünf Arten bekannt, die den drei Gattungen Masturus, Mola und Ranzania zugeordnet werden.
| Gattung  |  | Wissenschaftlicher Name                                                         | Trivialname            | IUCN status | Verbreitung |
| -------- |  | ------------------------------------------------------------------------------- | ---------------------- | ----------- | --- |
| Masturus |  | Masturus lanceolatus (Liénard, 1840)                                            | Spitzschwanz-Mondfisch | ungefährdet | Möglicherweise weltweit in tropischen und gemäßigten Meeren.                                                    |
| Mola     |  | Mola alexandrini (Ranzani, 1839)                                                |                        | –           | Möglicherweise weltweit in tropischen und gemäßigten Meeren.                                                    |
| Mola     |  | Mola mola (Linnaeus, 1758)                                                      | Mondfisch              | gefährdet   | Weltweit in tropischen und gemäßigten Meeren.                                                                   |
| Mola     |  | Mola tecta Nyegaard, Sawai, Gemmell, Gillum, Loneragan, Yamanoue, Stewart, 2017 |                        | –           | Gemäßigte Meeresgebiete der südlichen Erdhalbkugel. 2024 gab es einen Fund am Strand von Gearhart, Oregon, USA. |
| Ranzania |  | Ranzania laevis (Pennant, 1776)                                                 | Schlanker Sonnenfisch  | –           | Im westlichen und östlichen Atlantik und im östlichen Pazifik.                                                  |